# Ormsö kommun
Ormsö kommun (estniska: Vormsi vald) är en kommun i landskapet Läänemaa i västra Estland. Den ligger cirka 100 kilometer sydväst om huvudstaden Tallinn. 
Ormsö kommun omfattar förutom huvudön Ormsö några mindre holmar, till exempel Pasjen, Tälmen, Mäln, Tjuka och Hares. Centralort är Hullo.

### Karta

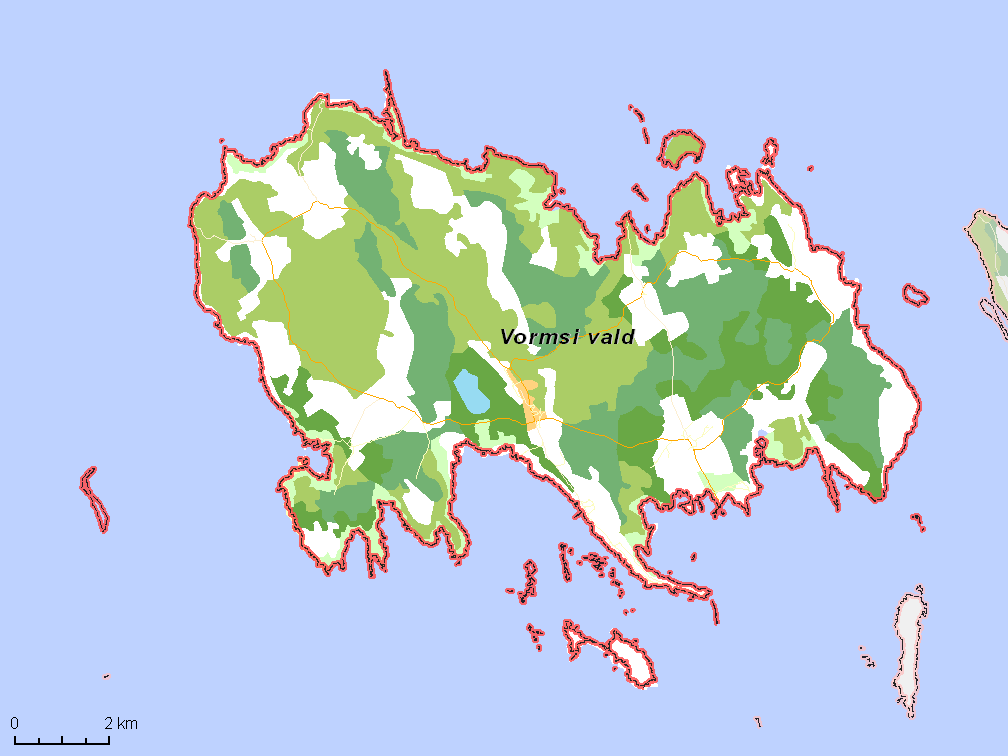
Översiktlig karta över kommunen.

## Geografi

### Klimat
Inlandsklimat råder i trakten. Årsmedeltemperaturen i trakten är 5 °C. Den varmaste månaden är augusti, då medeltemperaturen är 18 °C, och den kallaste är januari, med −6 °C.

## Orter
I Ormsö kommun finns 14 byar.

### Byar
- Borrby
- Diby
- Fällarna
- Förby
- Hosby
- Hullo (centralort)
- Kärrslätt (Kersleti)
- Magnushov (Suuremõisa)
- Norrby
- Rumpo
- Rälby
- Saxby
- Sviby
- Söderby